# Christian Beauvalet
Pour les articles homonymes, voir Beauvalet.
Christian Beauvalet, né le 18 décembre 1929 à Alençon et mort le 23 juillet 2022 à Muret, est un pentathlonien français.
Il participe aux Jeux olympiques d'été de 1960 à Rome, terminant 45e de l'épreuve individuelle et 15e de l'épreuve par équipes.
Il est la même année sacré champion de France.
En 1962, il obtient son diplôme de maître d'armes et enseigne aux cadets de la Garde républicaine de Paris jusqu'en 1984 .